# Malawi (1964-1966)
Malawi was van 1964 tot 1966 een onafhankelijk land binnen het Gemenebest van Naties met de Britse koningin Elizabeth II als staatshoofd (een Commonwealth realm). Het land ontstond op 6 juli 1964, toen het Britse protectoraat Nyasaland onafhankelijk werd van het Verenigd Koninkrijk. Precies twee jaar later, op 6 juli 1966, werd de monarchie afgeschaft en de Republiek Malawi uitgeroepen.

## Bestuur
Elizabeth II was officieel staatshoofd van Malawi als zijnde de koningin van Malawi. De koningin werd in haar functie vertegenwoordigd door de gouverneur-generaal Glyn Smallwood Jones. De premier van Malawi was Hastings Kamuzu Banda. Na het uitroepen van de republiek werd hij de eerste president van Malawi.